# Karel Rafael Ungar
Karel Rafael Ungar (12. dubna 1744 Žatec – 14. července 1807 Praha) byl knihovník, historik a editor starých rukopisných textů. Je jedním z představitelů osvícenského zemského patriotismu. Významnou měrou zasloužil o rozvoj pražské univerzitní knihovny v Klementinu, v jejímž čele stál od roku 1780 až do své smrti. Je považovaný za zakladatele české novodobé knihopisné vědy.

## Život
Ungar pocházel z rodiny, která byla v Žatci usazena od poloviny 17. století. Jeho praděd Kristián Ferdinand Ungar přišel do města ze západočeského Bochova a ve svém novém působišti vykonával postupně funkce písaře, radního a královského rychtáře. V 60. letech 18. století byl Ungarův otec, povoláním státní celní úředník, žateckým primátorem. Ungar navštěvoval žateckou městskou školu, jejíž pedagogický sbor obsazovali premonstráti ze strahovského kláštera. To byl impuls pro jeho vstup do řádu v roce 1759. Na pražské univerzitě vystudoval Ungar filosofii a teologii a roku 1770 dosáhl kněžského svěcení. V pražské intelektuální společnosti Ungar do sebe vstřebával myšlenky osvícenství, což vedlo k jeho vstupu mezi svobodné zednáře. To byl hlavní důvod, proč v roce 1788 z premonstrátského řádu vystoupil.
Ungar se angažoval také na akademické půdě. V letech 1776–1780 byl třikrát děkanem teologické fakulty Univerzity Karlovy a v akademickém roce 1789–1790 rektorem Karlovy univerzity. Patřil také k prvním členům Královské české společnosti nauk. V říjnu 1780 byl Ungar ustanovený správcem C. k. univerzitní knihovny. V roce 1790 ho císař Leopold II. jmenoval královským radou. Příslušná listina byla v majetku rodiny ještě koncem 19. století.

## Dílo
Ungar se zasloužil o vydání významných literárních památek vzniklých na území Čech. V roce 1778 začal vydávat Balbínův rukopis Bohemia docta (Učené Čechy), v roce 1791 pod názvem Zizkas militärische Briefe und Verordnungen (Žižkovy vojenské dopisy a nařízení) Žižkův vojenský řád a další. Ungarův způsob edice Balbínova textu ovšem vyvolal polemiku. Prvním z oponentů byl jiný kněz, který Balbínovo dílo rovněž vydával už před Ungarem, P. Candidus a sancta Theresia. S Ungarem nesouhlasil ani Josef Dobrovský. Věnoval se rovněž dějinám písemnictví a knihtisku. V díle Allgemeine böhmische Bibliothek (Všeobecná česká knihovna) z roku 1786 se pokusil zachytit všechny do té doby vyšlé české knihy. 

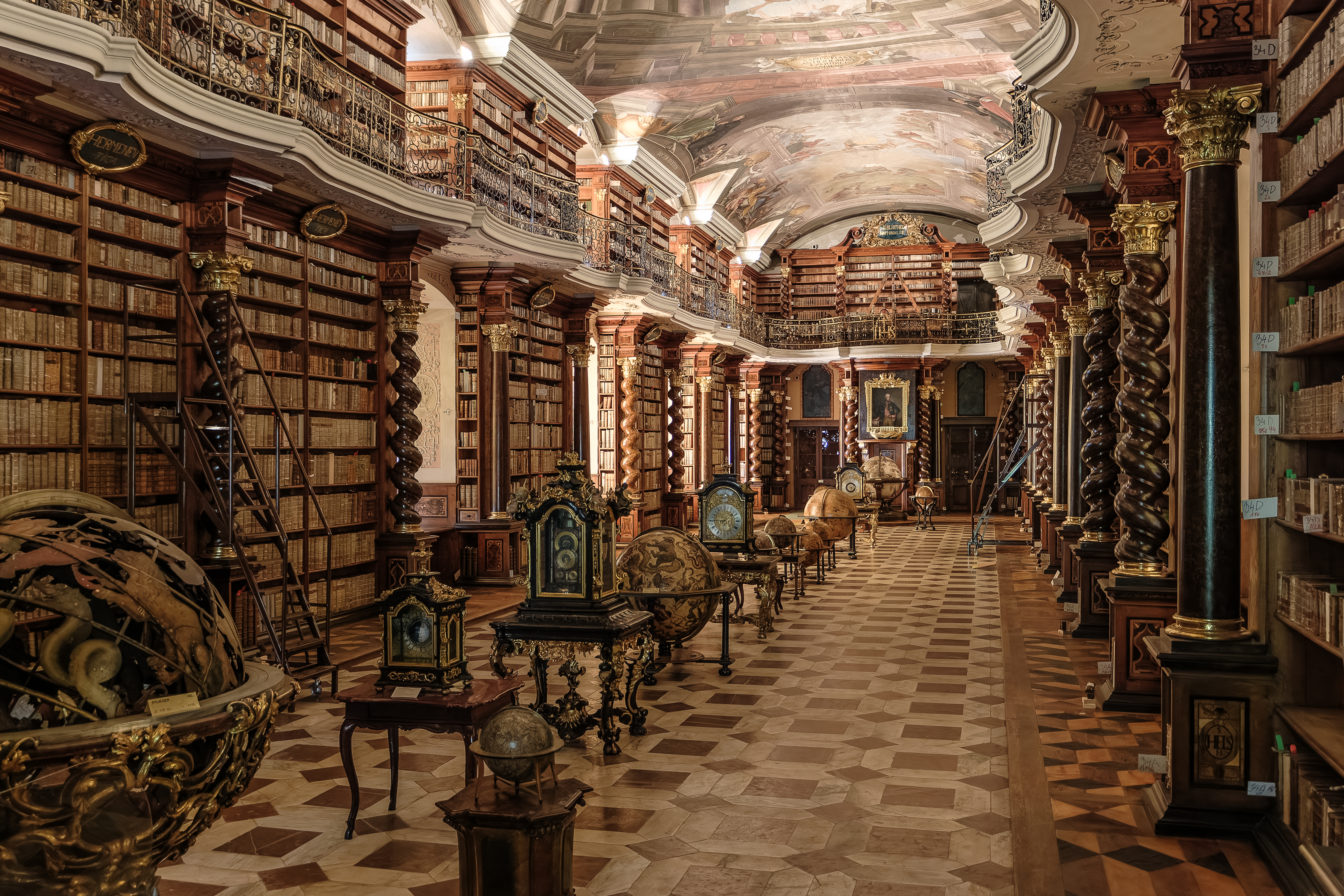
Barokní sál knihovny v Klementinu

 Z projektu vyšel ale jen první díl, v němž Ungar popsal 24 vydání Bible v češtině. V roce 1784 mu vyšlo tiskem pojednání o stavu školství a latinské literatury v Čechách před založením Karlovy univerzity, o 13 let později vyšla práce se stejným námětem, časově posunutá do období po roce 1348. Pro dějiny knihovnictví a knihtisku jsou významné Ungarovy práce Versuch einer Geschichte der Bibliotheken in Böhmen (Pokus o dějiny knihoven v Čechách, 1785) a Neue Beiträge zur alten Geschichte der Buchdruckerkunst in Böhmen (Nové příspěvky ke starým dějinám knihtiskařského umění v Čechách, 1795). Ungar rovněž napsal oslavu císaře Josefa II. a několik teologických pojednání.
Hlavní Ungarův přínos české kultuře ale spočíval v jeho knihovnické práci. V jeho době vytvořily základ knihovny tisky z Univerzity Karlovy a jezuitské knihovny z Klementina. Ungar je rozdělil do 54 tematických oddělení. V letech 1789–1791 vydal Ungar tři svazky katalogu knihovny. Toto třídění platilo až do roku 1950, Ungarovy signatury jsou ale platné doposud. Nejdůležitější jsou oddělení 45–54. Prvních devět obsahuje cizojazyčná, převážně latinská a německá bohemika, oddělení 54 jsou české tisky a prvotisky. Toto oddělení se průběžně doplňuje. Ungar také zavedl do knihovny povinný výtisk, a to nejprve v roce 1781 pro pražské tiskaře, roku 1807 pro celé Čechy. Univerzitní knihovník také sepsal evakuační plán knihovny pro případ obležení Prahy, otevřel novou čítárnu (1782) a vypracoval její řád (1785). V knihovně doprovázel významné návštěvy, mj. Mozarta (1787) a švédského krále Gustava IV. Adolfa.